# Teeriharju
Teeriharju är en kulle i Finland.   Den ligger i den ekonomiska regionen  Kehys-Kainuu  och landskapet Kajanaland, i den centrala delen av landet, 500 km norr om huvudstaden Helsingfors. Toppen på Teeriharju är 365 meter över havet.
Terrängen runt Teeriharju är huvudsakligen platt, men söderut är den kuperad.  Trakten runt Teeriharju är nära nog obefolkad, med mindre än två invånare per kvadratkilometer.